# Lasiopogon piestolophus
Lasiopogon piestolophus là một loài ruồi trong họ Asilidae. Lasiopogon piestolophus được Cannings miêu tả năm 2002. Loài này phân bố ở vùng Tân Bắc giới.